# ماكس فروست
ماكس فروست (بالإنجليزية: Max Frost)‏ هو كاتب أغاني ومنتج أسطوانات أمريكي، ولد في 5 يوليو 1992.

## وصلات خارجية
- الموقع الرسمي
- ماكس فروست على موقع ميوزك برينز (الإنجليزية)